# Montparnasse (Film)
Montparnasse ist ein französischer Mittellangfilm in drei Episoden von Mikhaël Hers aus dem Jahr 2009.

## Handlung
Sandrine: Sandrine ist 26, solo, hat ihr Studium der Philosophie wieder aufgenommen und arbeitet halbtags bei einem Zahnarzt. Sie trifft sich mit ihrer Schwester Florence, die schnell erkennt, dass Sandrine etwas bedrückt. Sandrine bekennt, dass sie ihre Arbeit kündigen will, ohne einen Plan B zu haben. Es geht ihr psychisch nicht gut, sie hat das Gefühl, nicht normal zu sein. Sie hat häufig Angstzustände, ist unruhig und fühlt sich unsicher und bedroht. Schon als Kind hatte sie das Gefühl, alles nur mit großer Anstrengung bewältigen zu können, während ihrer Schwester alles leicht zu fallen schien. Sie fühlt sich in dieser Welt zu schwach. Beide gehen zu Florence, die im Viertel Montparnasse lebt. Florence versucht, Sandrine aufzubauen. Die Unfähigkeit, eine Beziehung zu Männern aufzubauen, belastet Sandrine, die denkt, Männer interessieren sich nicht für sie. Francine meint, sie könnten Angst vor ihr haben, weil sie erkennen, dass Sandrine zu viel erwartet. Die Schreie der „irren Nachbarin“ Florences lockern die Situation auf und später tanzen beide Schwestern zur Musik.
Aude: Serge trifft sich nach einigen Monaten zum ersten Mal wieder mit Renaud. Serge verkauft seinen Buchladen und arbeitet inzwischen als Taxifahrer. Renaud hat vor einigen Monaten in Nantes neu angefangen. Er wird am Folgetag wieder aus Paris abreisen. Erst nach und nach widmen sie sich dem gemeinsamen Thema: Aude, die Tochter von Serge und Freundin von Renaud, ist im letzten Sommer verstorben. Audes Schwester Aurélie hat den Verlust nur schwer verkraftet, hat ihr Studium beendet und sich neu für Soziologie eingeschrieben. Serge wird sie am Bahnhof Paris-Montparnasse abholen und lädt Renaud ein, mitzukommen. Er berichtet auch von einem langen Brief, den Renauds Eltern ihm und seiner Frau Catherine geschrieben hatten und den er noch nicht beantworten konnte, der beiden aber gut getan habe. Er bitte Renaud, Grüße auszurichten. Serge übergibt Renaud auch einen Fotoapparat mit Bildern vom letzten Sommerurlaub mit Aude, und Bücher, die sie beim Ausräumen von Audes Wohnung gefunden hatten. Serge und Renaud holen Aurélie am Bahnhof ab. Sie ist erfreut und überrascht, Renaud zu sehen. Sie gehen zu dritt in ein Café, wo sie auch über Aude reden. Renaud wird anschließend zur Geburtstagsfeier eines gemeinsamen Freundes gehen und lädt Aurélie ein, mitzukommen. Sie stimmt zu.
Leïla: Leïla studiert in Paris Französisch als Fremdsprache. Mit ihrer Freundin Elli ist sie in einer Bar und hört Ellis Bruder Jérémie und seiner Band beim Spielen zu. Nach dem Ende des Auftritts verabschiedet sich Elli. Leïla und Jérémie wollen noch gemeinsam etwas trinken gehen. Auf dem Weg entscheiden sie sich stattdessen für einen Spaziergang. Jérémie ist schüchtern, arbeitet als Lagerist und ist von Leïla fasziniert. Sie ist zwar im Viertel Montparnasse aufgewachsen, zog dann jedoch nach Zürich und Genf und verbrachte die letzten Jahre in Glasgow. Nun ist sie zurück in Paris, im Alter von 25 Jahren bereits Mutter eines 5-jährigen Kindes und wohnt mal hier und mal da, da sie gerade erst eine Wohnung gefunden hat, die sie jedoch noch nicht beziehen kann. Leïla fragt Jérémie, ob er mit zu ihr kommen will – sie wohnt zur Untermiete; in der Wohnung verabschiedet sie sich von Freundin Emmanuelle, die in ihrer Abwesenheit auf Leïlas Tochter aufgepasst hat. Leïla und Jérémie gehen auf den Balkon, von dem man einen Überblick über Paris hat. Nach einer Zeit der Stille küssen sich beide innig.
Der Morgen beginnt im Viertel Montparnasse und Sandrine macht sich auf den Heimweg.

## Produktion

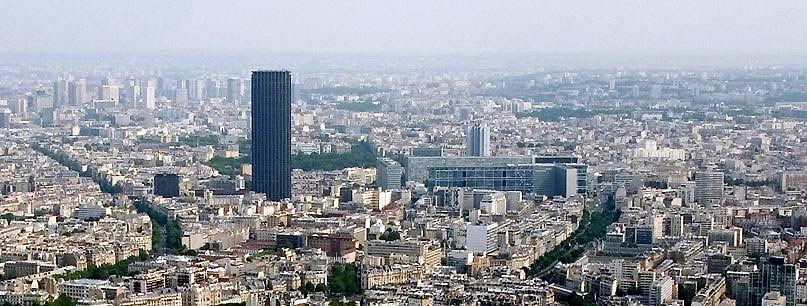
Viertel Montparnasse mit dem Tour Montparnasse, der Drehort des Films

Montparnasse war nach Charell und Primrose Hill der dritte Mittellangfilm, bei dem Mikhaël Hers Regie führte. Der Film wurde vor Ort in Paris gedreht. Die Kostüme schuf Marie-Frédérique Delestré, die Filmbauten stammen von Emilie Prins.
Im Film sind verschiedene Lieder zu hören:
- Jérémie Regnier – Montparnasse
- François Virot – Yes Sun
- Timothée Regnier – Lou
- John Cunningham – Backward Steps (gesungen von Timothée Regnier)
- Fugu – F26 (Antechinomys)

Jérémie Regnier (Mitglied in Bands wie Haussmann Tree und The New Government) und Timothée Regnier (von 2009 bis 2012 Mitglied von Hausmann Tree, Solokünstler unter dem Namen Rover) sind Geschwister.
Montparnasse erlebte am 22. Mai 2009 im Rahmen der Quinzaine des réalisateurs der Internationalen Filmfestspiele von Cannes seine Premiere. Er lief anschließend auf zahlreichen Festivals, darunter dem Festival du Court-Métrage de Clermont-Ferrand. ARTE zeigte den Film am 17. Oktober 2010 erstmals im deutschen Fernsehen.

## Auszeichnungen
Montparnasse wurde in Cannes 2009 mit dem Prix SFR ausgezeichnet. Der Film erhielt 2009 den Prix Jean Vigo in der Kategorie Kurzfilm.